# تبوهو مکونا
تبوهو مکونا (انگلیسی: Teboho Mokoena؛ زادهٔ ۱۰ ژوئیهٔ ۱۹۷۴) یک بازیکن فوتبال اهل آفریقای جنوبی است.